# Rhorus rufomediator
Rhorus rufomediator är en stekelart som beskrevs av Aubert 1994. Rhorus rufomediator ingår i släktet Rhorus och familjen brokparasitsteklar. Arten är reproducerande i Sverige. Inga underarter finns listade i Catalogue of Life.